# 杨军日
杨军日（？—），男，汉族，中华人民共和国政治人物。现任中华全国总工会社会联络部部长。第十三、十四届全国政协委员。